# Arzal
Arzal é uma comuna francesa na região administrativa da Bretanha, no departamento Morbihan. Estende-se por uma área de 23,25 km². Em 2010 a comuna tinha 1 697 habitantes (densidade: 73 hab./km²).